# Patrik Niklas-Salminen
Patrik Niklas-Salminen (nació el 5 de marzo de 1997) es un jugador de tenis finlandés.
Niklas-Salminen su ranking ATP más alto de singles fue el número 418, logrado el 2 de marzo de 2020. Su ranking ATP más alto de dobles fue el número 95, logrado el 17 de abril de 2023.

## Títulos ATP (0; 0+0)

### Dobles (0)
| Leyenda                         |
| Grand Slam (0)                  |
| ATP Wourld Tour Finals (0)      |
| ATP Masters 1000 World Tour (0) |
| ATP World Tour 500 series (0)   |
| ATP World Tour 250 series (0)   |

#### Finalista (1)
| N.º | Fecha                 | Torneos  | Superficie | Pareja          | Oponentes en la final      | Resultado |
| --- | --------------------- | -------- | ---------- | --------------- | -------------------------- | --------- |
| 1.  | 11 de febrero de 2024 | Marsella | Dura (i)   | Emil Ruusuvuori | Tomáš Macháč Zhizhen Zhang | 3-6, 4-6  |